# Basilica di San Domenico (Perugia)
La basilica di San Domenico è situata a Perugia, ed è uno dei maggiori edifici religiosi della regione.
Nel febbraio del 1961 papa Giovanni XXIII la elevò alla dignità di basilica minore.

## Storia e descrizione

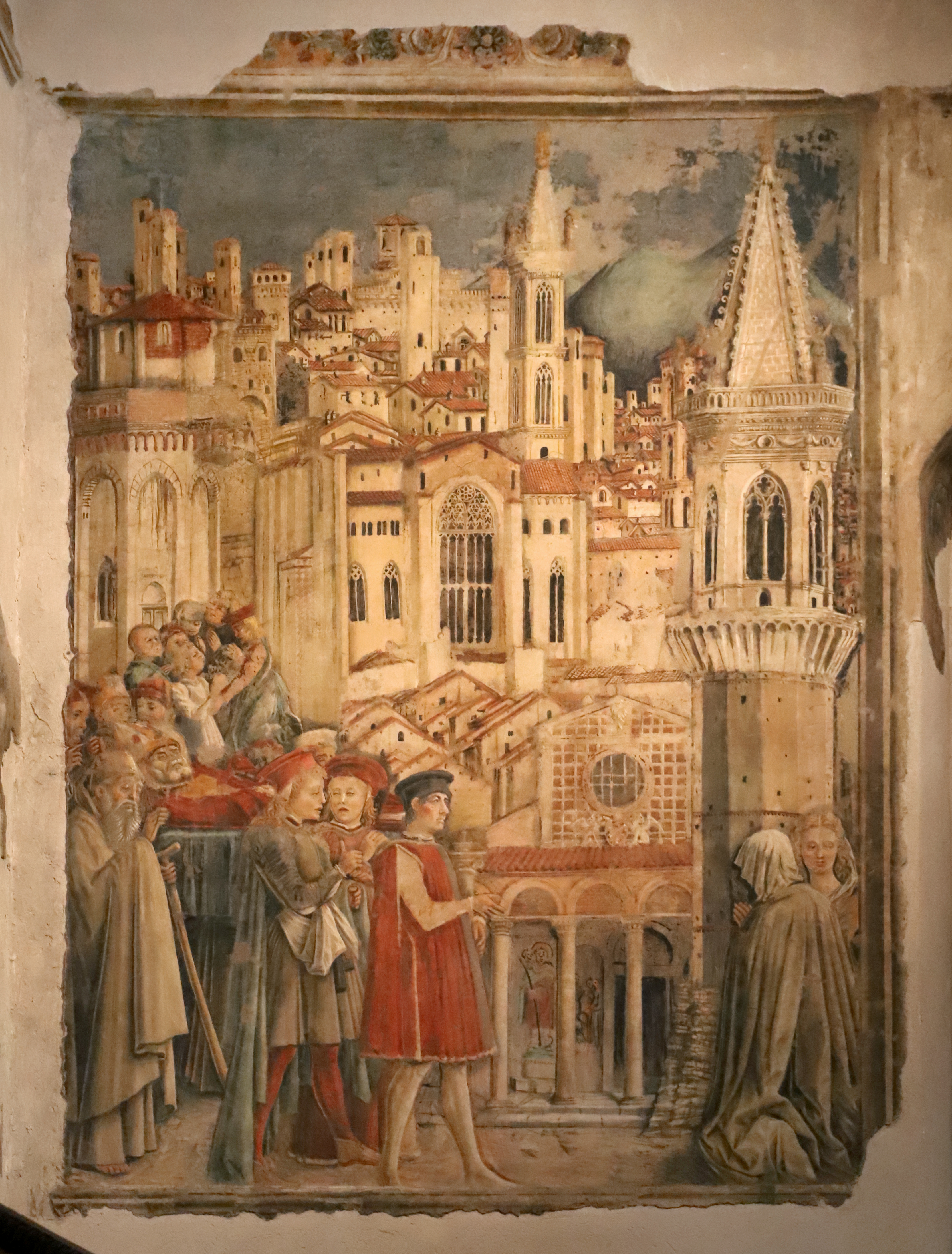
Al centro, la Basilica di San Domenico, raffigurata insieme al campanile sormontato da una guglia e con una statua d'oro in uno degli affreschi di Benedetto Bonfigli, Galleria nazionale dell'Umbria, 1461-1480

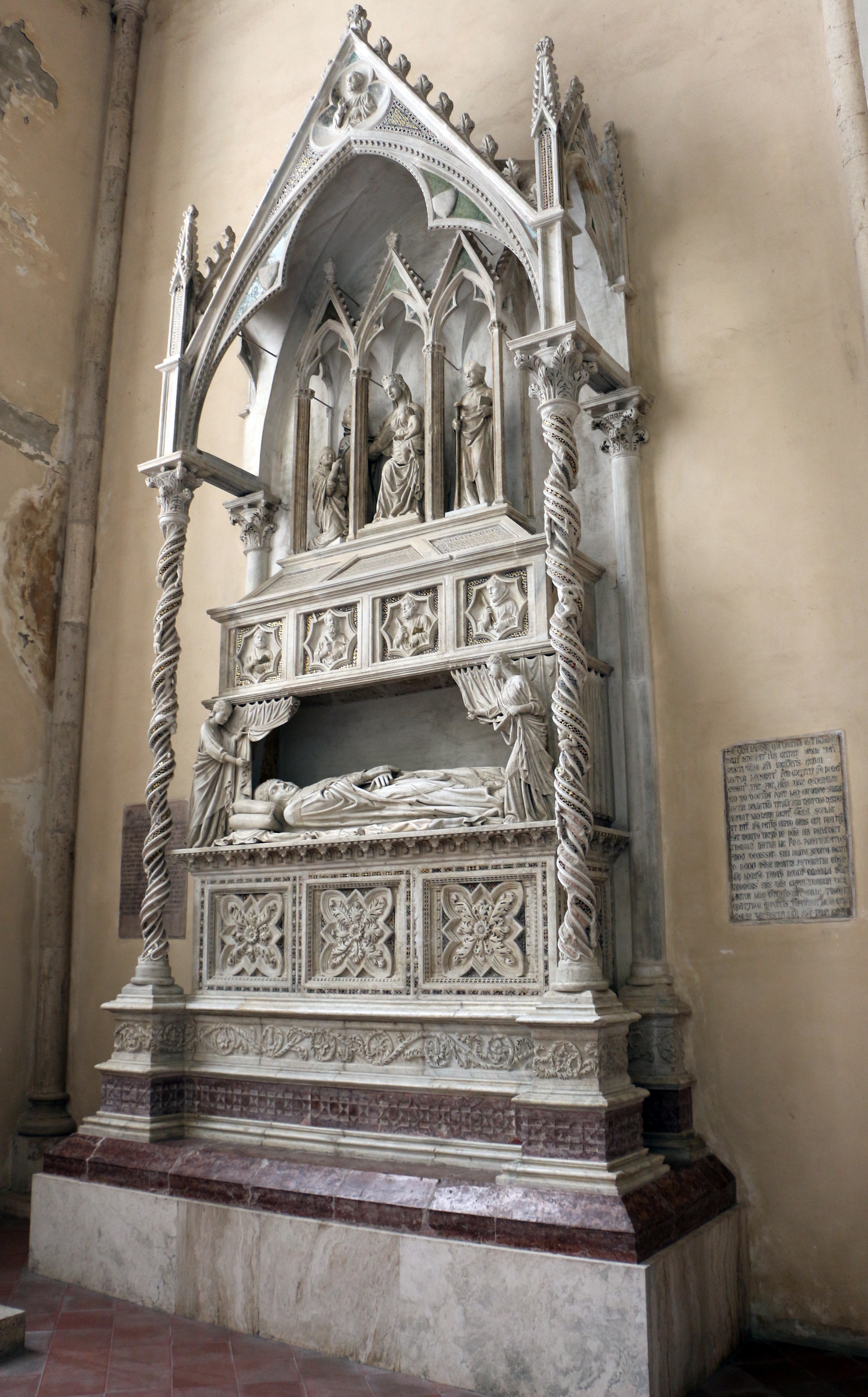
Il monumento funebre dedicato a Benedetto XI

La primitiva chiesa di San Domenico, edificata tra il 1235 e il 1260 per impulso del beato Nicola Paglia, provinciale per Roma dell'ordine domenicano, sorgeva nell'area dell'odierno chiostro maggiore, sulla via Regale di porta San Pietro (corso Cavour), diretta a Roma, dove passava il cammino Romeo e Jacobeo, come mostra la conchiglia scolpita nel pozzo antistante la chiesa. La posizione strategica è una testimonianza della vicinanza del potere politico della città all'ordine, al quale il Comune aveva affidato anche la gestione dell'archivio generale. Infatti era individuato come ordine mendicante "ufficiale", a discapito dei francescani, la cui posizione con il loro complesso conventuale di San Francesco al Prato, era decisamente meno favorevole.
La crescente importanza dei domenicani sia nella vita religiosa (fin dalla fine del XIII secolo vi era uno "Studium solenne" di Teologia)  che nella politica,  portò ben presto alla necessità di realizzare un edificio più grande, sull'area della preesistente pieve di Santo Stefano del Castellare. Chiesa gotica con origini risalenti al V secolo, il cui perimetro corrispondeva all’attuale transetto. La tradizione vuole che la nuova chiesa fosse progettata da Giovanni Pisano, attribuzione confermata da una citazione del Vasari. Sicuramente, essendoci nell’ordine monastico una circolazione internazionale anche di competenze artistiche, hanno collaborato molti architetti domenicani patrocinati dal pontefice Benedetto XI, in quegli anni residente a Perugia. Rilevante fu l’appoggio dei privati cittadini e del Comune, avendo l’ordine assunto un ruolo importante in città, anche dal punto di vista politico.
Fu scelto il prototipo nordeuropeo delle Hallenkirche, che prevede le navate laterali della stessa altezza di quella centrale, con volte a crociera, sorrette da agili dieci pilastri ottagonali in laterizio (che si intravedono in alcune sezioni fatte riemergere dagli attuali pilastri seicenteschi). Era illuminata molto di più di quella attuale, oltre al folgorante finestrone absidale rivolto a est, che nell'antica simbologia cristiana era la rappresentazione della divinità stessa, nella triplice emanazione di luce, calore ed energia; anche da tre rosoni con vetrate policrome e da un secondo ordine di finestre bifore che oggi danno sulle soffitte. 

### Il campanile

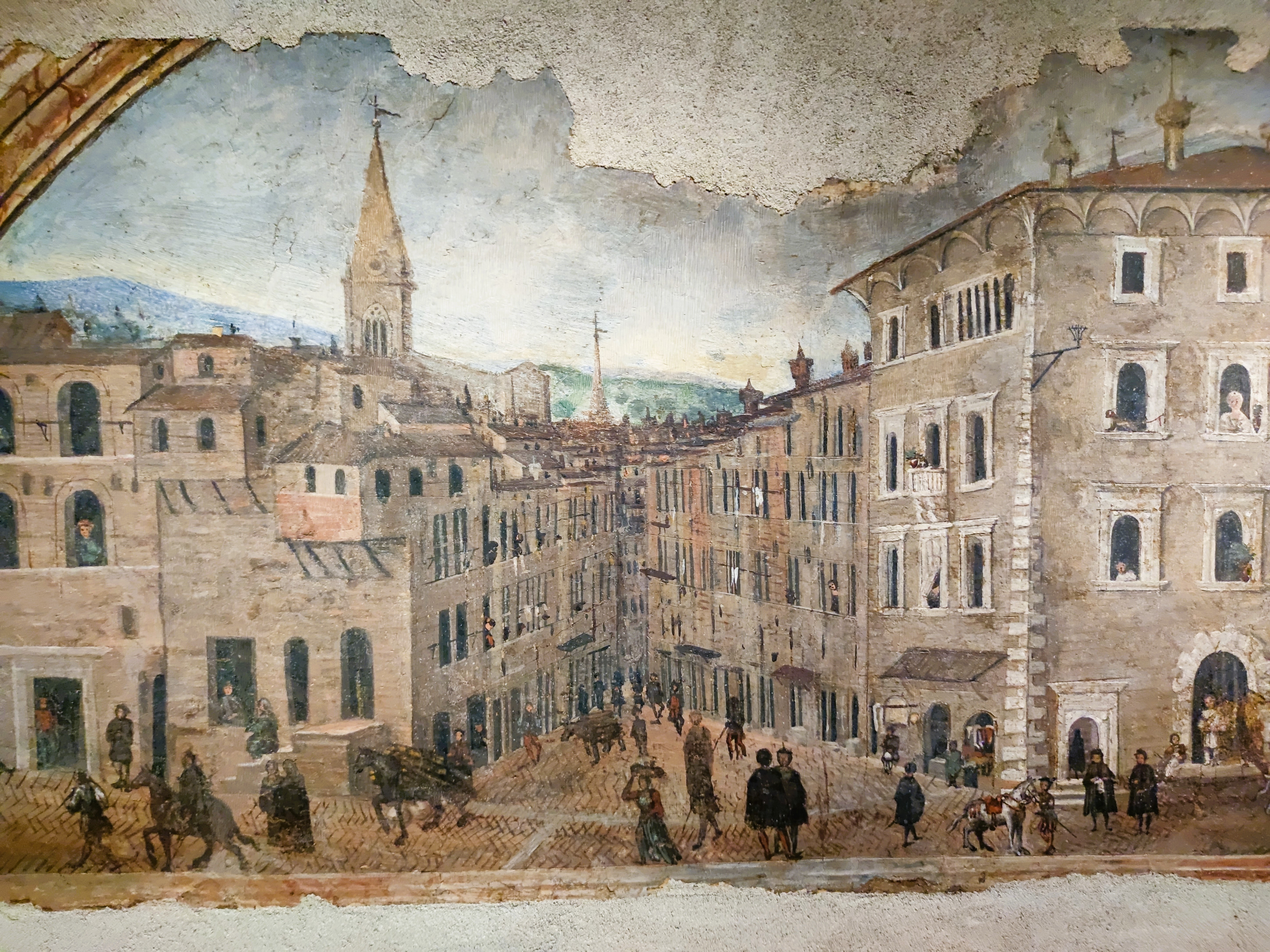
Sullo sfondo, la cuspide del campanile nel 1535, prima che fosse demolita.

Domina il paesaggio circostante il campanile, edificato tra il 1464 e il 1500 dal lombardo Gasperino di Antonio, era alto ben 126 metri l'attuale altezza è di 60. Presenta due ordini di finestroni gotici, il secondo più leggero del primo. Originariamente erano tutti fregiati da trine marmoree, di cui rimane solo una, ricostruita nel 1949 con i materiali originali. Terminava con un attico fregiato da festoni con statue agli angoli e un’altissima guglia a gattoni che sorreggeva una palla ed una croce. Elementi che furono demoliti ai tempi della costruzione della Rocca Paolina fra il 1540 e il 1543 per ragioni statiche o per togliere l’ostacolo alla visuale dell’artiglieria papalina. La facciata grezza rivela l'impianto gotico umbro, gli agganci in mattoni, prevedevano il rivestimento, ma come in molte chiese perugine non è stato mai portato a termine.  Al centro campeggia un elegante portale d'ingresso della fine del XVI secolo e la doppia rampa con balaustra barocca in travertino, realizzata nel 1640 da Girolamo Ciofi. Il campanile è composto da tre campane, una del 1660, fusa da Ieronimus Sanctoni Panensis, un'altra da Giuseppe Filippi e Lorenzo Lera di Lucca nel 1800 e un'altra ancora da ignoto nel 1830. Il terremoto del 1997 ne ha compromesso la sua stabilità e ora le campane da slancio sono passate a fisse.
La testimonianza della sua architettura originaria si può ritrovare in vari dipinti: l'affresco del Bonfigli della cappella dei Priori e le vedute di Gaspar van Wittel (XVIII secolo) entrambi nella Galleria Nazionale dell’Umbria. Grazie anche alle ricostruzioni grafiche, come i disegni dell’architetto Ugo Tarchi (XIX secolo), visibili nel corridoio di accesso alla sacrestia.

### Interni

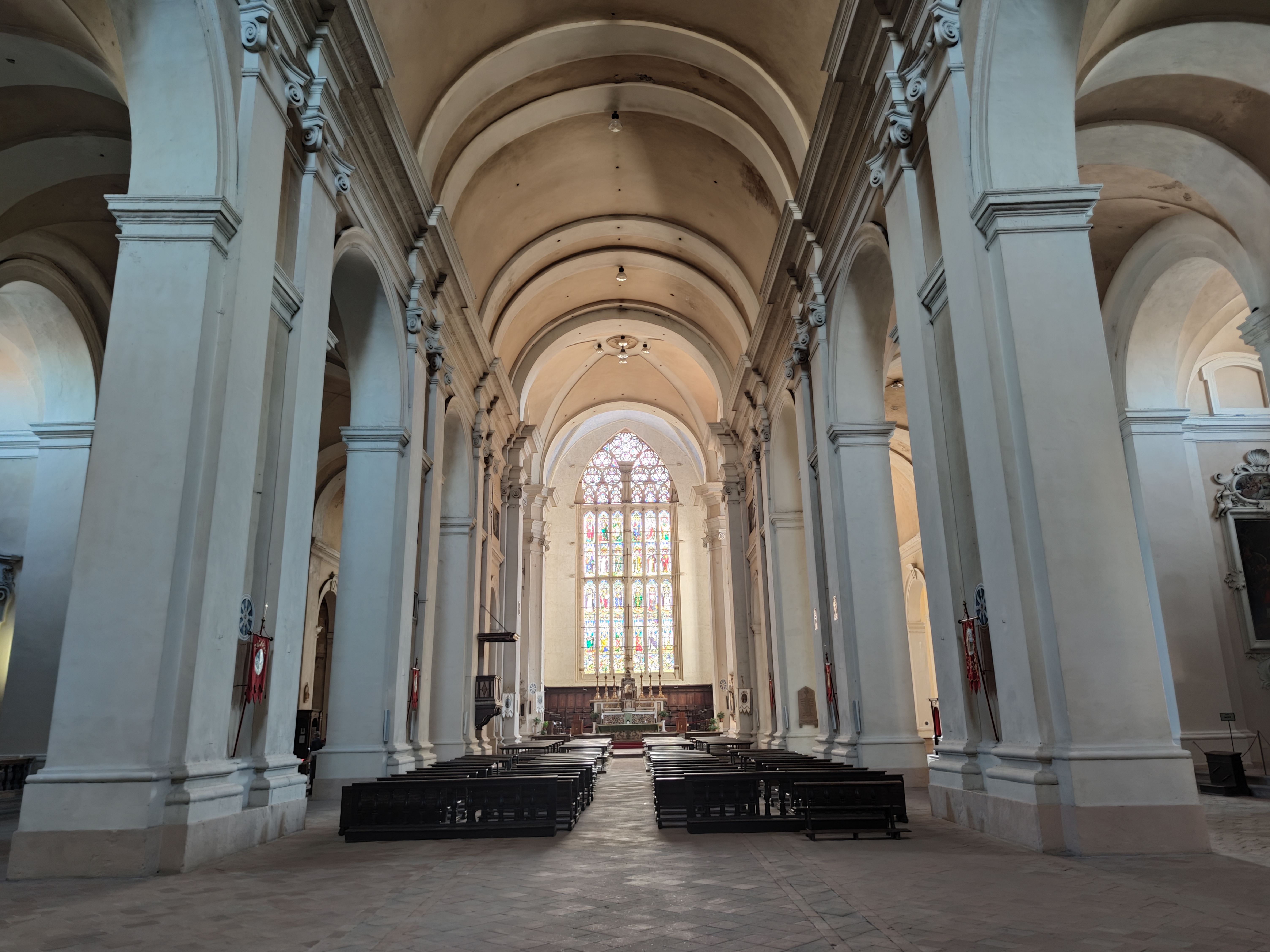
Navata centrale

L'originaria veste, definita modello di perfezione estetica, ha resistito due secoli, poi, come per San Francesco al Prato, iniziarono i crolli, nel 1614, avvenne il disastroso crollo delle volte. Dopo vari tentativi di ripristino tra il 1629 e il 1632 fu inviato da Roma l'architetto pontificio Carlo Maderno, che ripeté lo schema architettonico della Basilica di San Pietro, pure sua opera che prevede pilastri ionici abbinati a coppia e una volta a botte scandita da fasce, secondo un'impostazione tardo-manierista, che conferisce un'impostazione classica priva di tensione e movimento. Le navate perimetrali sono state abbassate, così che si sono creati degli spazi vuoti, le attuali soffitte dove si può capire meglio l'originaria struttura. 

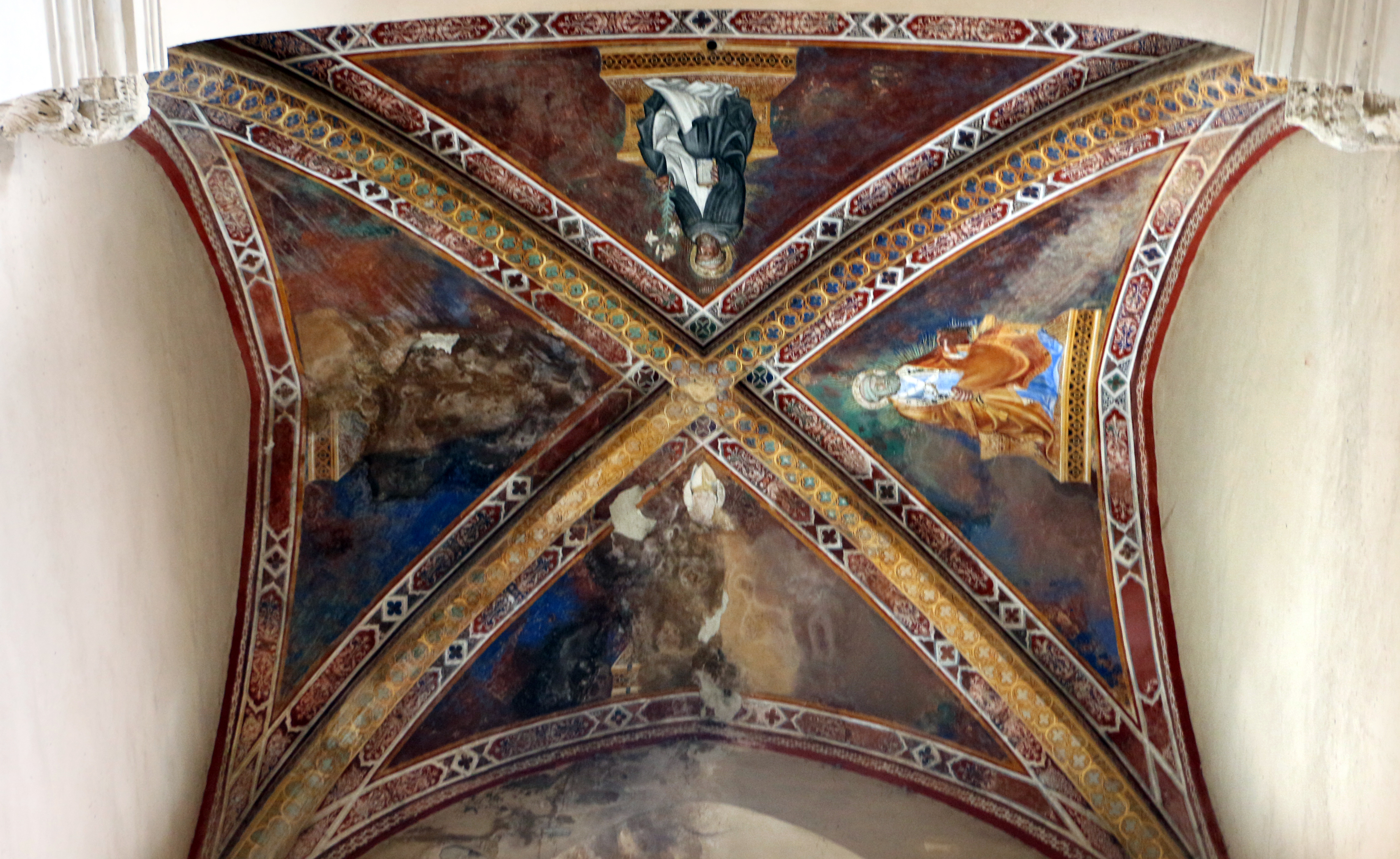
La volta del presbiterio con Santi domenicani, 1410 ca.

La basilica attualmente è composta da n. 15 cappelle, le 6 più antiche sono nella crociera, successivamente le mediane risalgono al XV° sec. La costruzione delle ultime sei, poste vicine all'ingresso principale, risale al XVII secolo.

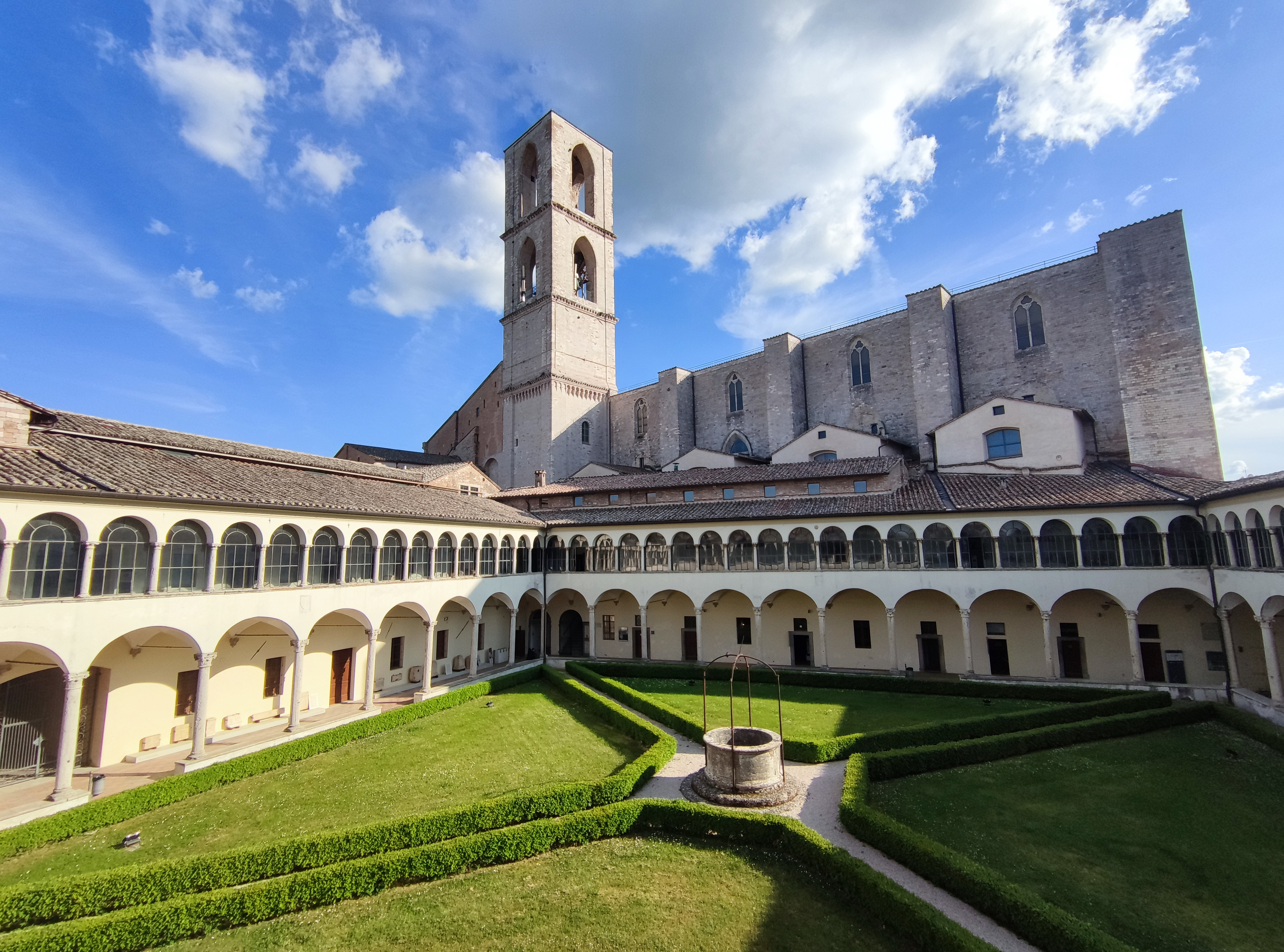
Chiostro

Restano del complesso gotico originario il bel chiostro (1455-1579) dell'ex convento, oggi sede del Museo archeologico nazionale dell'Umbria e dell'Archivio di Stato di Perugia e l'area del presbiterio,  che non fu modificata strutturalmente, ma solo nella decorazione, pertanto nel XX secolo furono ripristinate le originarie decorazioni gotiche. Le cappelle del transetto conservano quindi sia nella struttura architettonica, che nelle decorazione ad affresco la testimonianza dell'originaria ricchezza. Più che grandi cicli è presente un'abbondanza di affreschi votivi, dovuta a una numerosa committenza privata, perché San Domenico era scelta principalmente dai ricchi Borghesi come luogo di sepoltura. Mentre San Francesco era scelta dai Nobili. La tribuna absidale, stando ai frammenti superstiti, dovrebbe essere stata affrescata con un ciclo di storie mariane da Cola Petruccioli, artista formatosi nel cantiere della cattedrale di Orvieto alla fine del XIV. Di questi dipinti purtroppo sono rimasti solo dei frammenti, e l'autoritratto collocati di recente nel museo adiacente alla sacrestia.

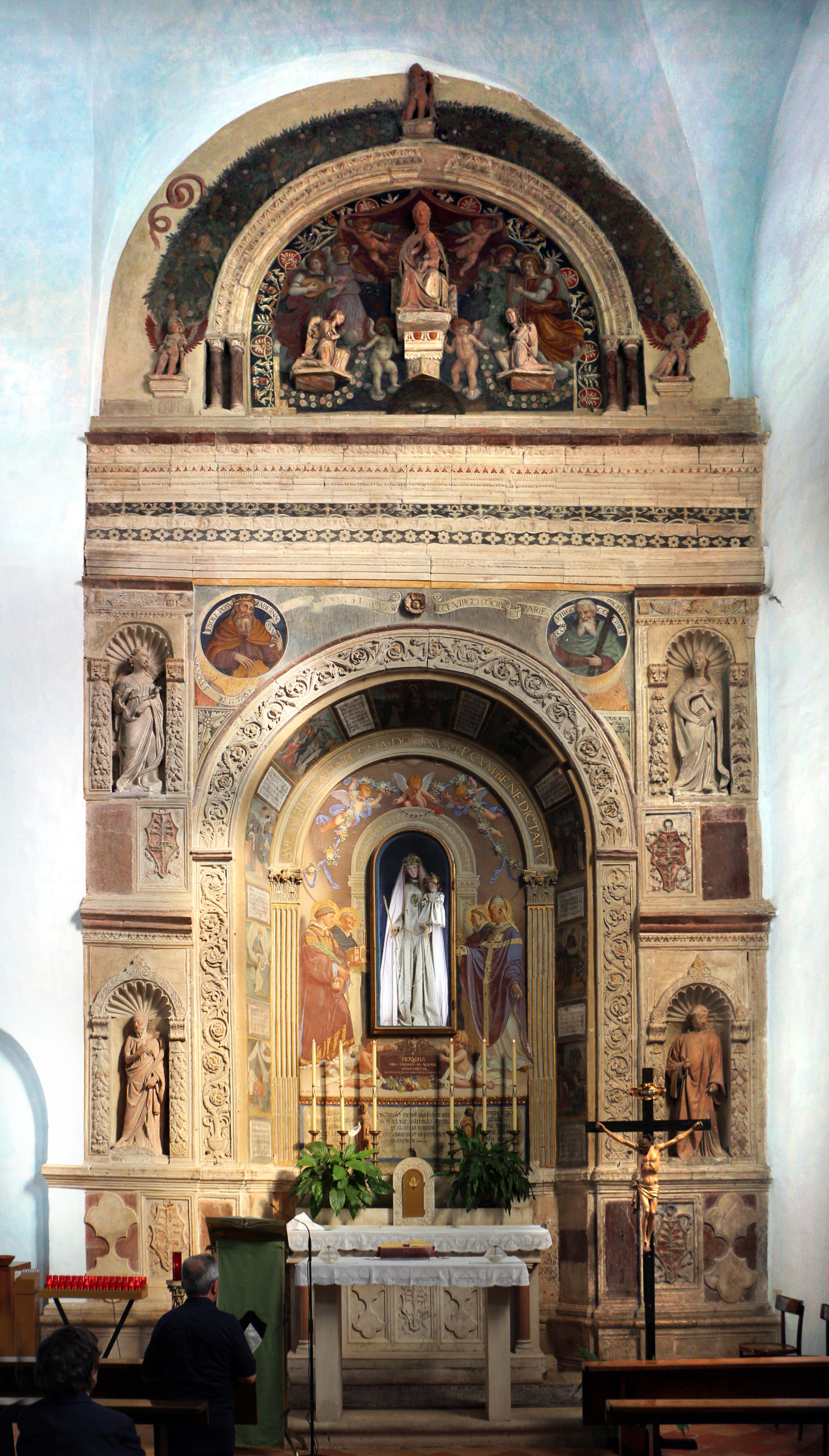
Altare della Madonna del Voto, di A. di Duccio, 1459.

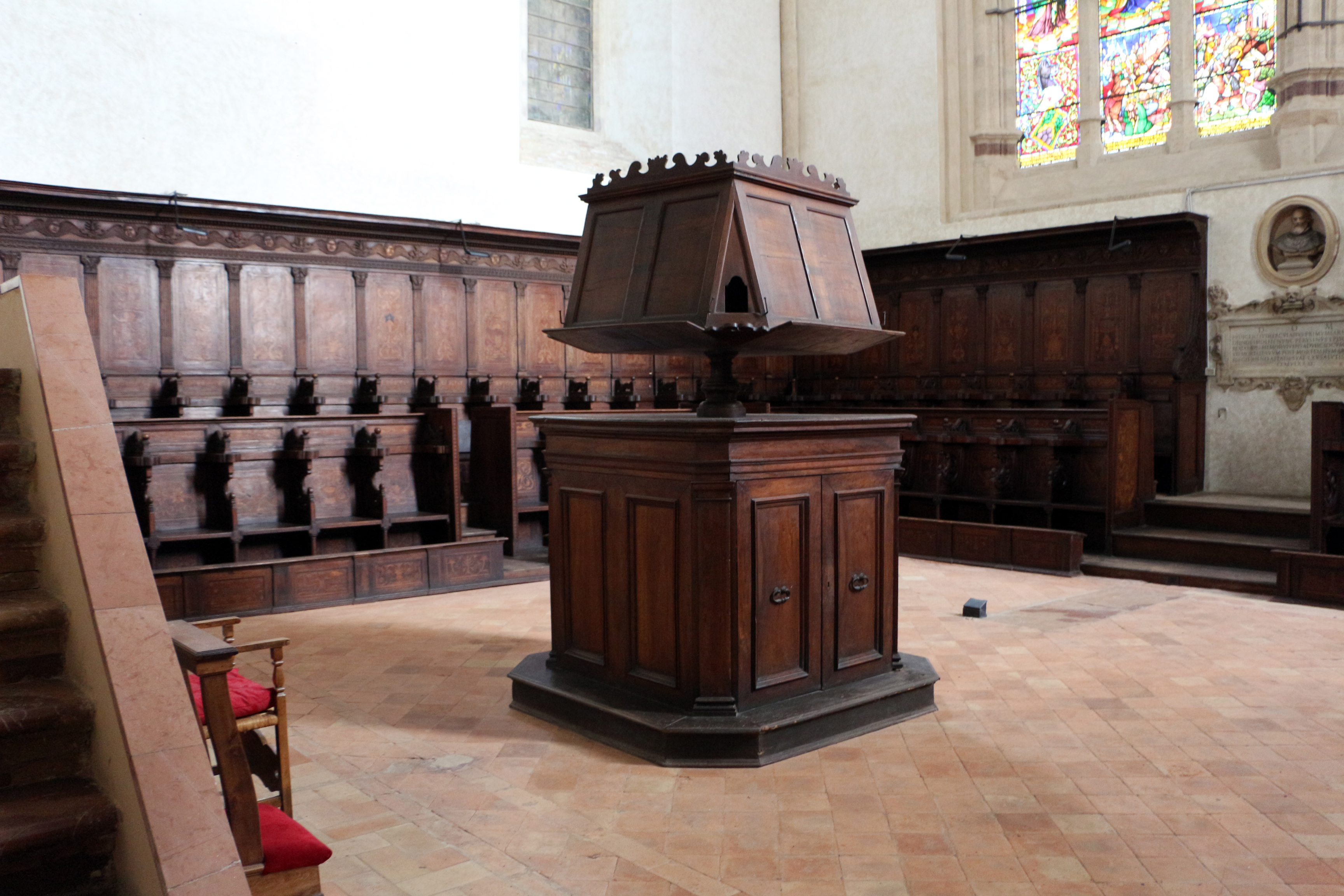
Il coro

Nell'abside risplende ancora per dimensione e colori la caleidoscopica vetrata risalente al XV secolo, di 23 m di altezza. Nel presbiterio è allocato anche il prezioso coro ligneo realizzato nel 1476 da Crispolto da Bettona, Polimante della Spina e Giovanni Schiavo con intarsi opera di Antonio da Mercatello che li realizzò entro il 1498.
Una lapide davanti all'altare maggiore indica la cripta dove sono sepolti molti Baglioni signori di Perugia, fino a Malatesta V.
Nel pilastro che separa la cappella di Benedetto XI dall'abside si trova la tomba di Elisabetta Cantucci de Colis; il busto marmoreo di pregevole fattura, fu realizzato nel 1648 da Alessandro Algardi. A sinistra dell'ingresso laterale (ex cappella San Pietro Martire) è il monumento funebre del giurista Guglielmo Pontano, in terracotta, di Vincenzo Danti (XVI secolo): il defunto, in posizione di veglia è posto semisdraiato come nei sarcofagi etruschi.

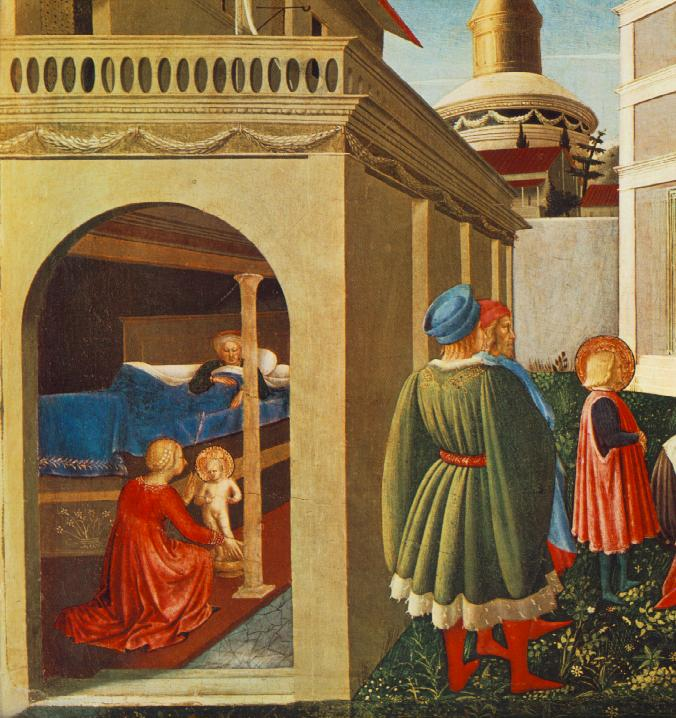
San Nicola da Bari, Angelico, in origine presso la Chiesa di san Domenico, portata in Francia con le spoliazioni napoleoniche, oggi in Vaticano

Durante l'occupazione francese, la chiesa fu soggetta a diverse spoliazioni napoleoniche. Secondo il catalogo pubblicato nel Bulletin de la Société de l'art français del 1936, vi erano conservate diverse opere che vennero inviate in Francia che non fecero più ritorno dopo il Congresso di Vienna. Tra di esse si possono ricordare: 
- Scene della vita di San Nicola da Bari, Beato Angelico, portata in Francia al Musee Napoleon, oggi presso la Pinacoteca Vaticana.
- Crocifissione e santi, di scuola bolognese, a Parigi, gennaio 1814, Musée Napoléon/Louvre, oggi al Louvre.
- Gesù con i dottori della chiesa, di scuola veneta, Parigi, gennaio 1814, Musée Napoléon/Louvre, oggi al Louvre.

Tra le numerose opere custodite nella chiesa da segnalare:
- nella seconda cappella a destra dell'abside il Monumento funebre di papa Benedetto XI, morto a Perugia nel 1304, autentico capolavoro della scultura del XIV secolo, fortemente ispirato dall'arte toscana. Non è certo il nome dell’autore, ma lo stile dell'angelo reggi cortina, rimanda al “Maestro sottile” Nicola di Nuto, un collaboratore di Lorenzo Maitani, che ha scolpito alcuni bassorilievi della facciata del Duomo di Orvieto. Per le linee strutturali ricorda il Monumento funebre del cardinale De Braye di Arnolfo di Cambio (1292), nell'omonima chiesa di San Domenico a Orvieto. Come il prototipo non è solo un complesso scultoreo, ma un'architettura in scala ridotta. Anche qui sono presenti i simboli del pellegrinaggio: San Giacomo tra due conchiglie, come nelle storie a lui dedicate nella grande vetrata;
- nella quarta cappella della navata destra, detta del Voto o di San Lorenzo, è un notevole dossale in pietra e terracotta verniciata realizzata nel 1459 da Agostino di Duccio, che richiama nella struttura architettonica l'Oratorio di San Bernardino. È arricchito da affreschi di Bernardo di Gerolamo Rosselli (1534) e del perugino Domenico Bruschi (1869). All'interno del dossale è inserita la statua della Madonna del Rosario;
- nella crociera sinistra sotto la grandiosa macchina dell'organo seicentesco, la pala d'altare raffigurante la Pentecoste, opera eseguita nel 1554 da suor Plautilla Nelli, che presenta un'originale iconografia sul tema della discesa dello Spirito Santo, inserendo accanto agli apostoli altre figure femminili;
- vicino all’ingresso principale, nella navata destra, è la cappella della Beata Colomba da Rieti il cui altare conserva una copia del XIX secolo di un dipinto attribuito a Giannicola di Paolo, conservato nella Galleria Nazionale dell'Umbria. Una tavola con lo stesso soggetto, coevo all'originale è nel monastero della beata Colomba, un tempo ubicato in corso Cavour, attualmente in corso Garibaldi. La beata Colomba è conosciuta per aver svolto un'azione pacificatrice tra le famiglie perugine dilaniate da lotte intestine, ha avuto quindi una grande influenza sugli avvenimenti politici della seconda metà del XV secolo;
- nella terza cappella della navata sinistra si trova il Gonfalone della Beata Colomba, opera attribuita a Giannicola di Paolo eseguita nel 1494 ma la critica più recente, riscontra un linguaggio più arcaico, pertanto riconosce un artista della scuola di Fiorenzo di Lorenzo: Ludovico d'Angelo Mattioli[7]. Il Gonfalone è testimonianza del ruolo politico-religioso della Beata. Il Gonfalone fu da lei voluto allo scopo di riappacificare gli animi e sconfiggere la peste, il flagello visto come punizione divina. Come altri gonfaloni processionali vi è rappresentata Perugia, protetta dalla Madonna e dai Santi, durante la Signoria dei Baglioni.
- nella quarta cappella della navata sinistra Madonna del Rosario tra i Santi Domenico e Caterina, tela del 1647 di Giovanni Lanfranco;
- adiacente all’ingresso della sacrestia è la cappella di Santa Caterina, a pianta quadrata costituisce la base del campanile. Vi è un ciclo di affreschi, con le storie di Santa Caterina e San Pietro Martire, attribuito dal Vasari, alla scuola senese di Taddeo di Bartolo (XV secolo); recentemente la critica è più propensa ad attribuirlo ai senesi Matteo e/o a Benedetto di Bindo. Lo stemma nella chiave di volta è quello dei committenti appartenenti all'arte dei bastai (sellai).[7]

Cappella degli angeli con affreschi votivi del XIV e XV secolo d.C.
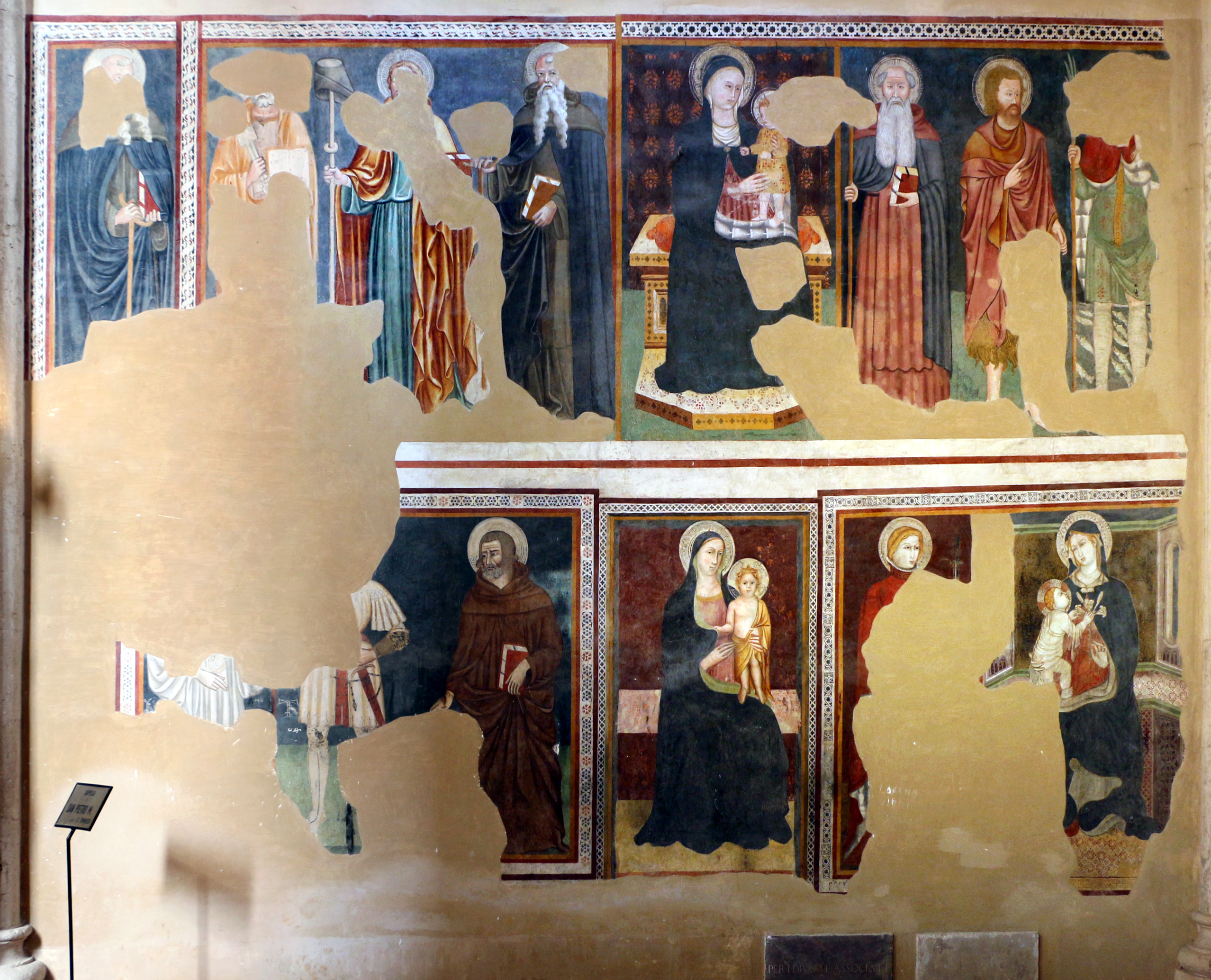
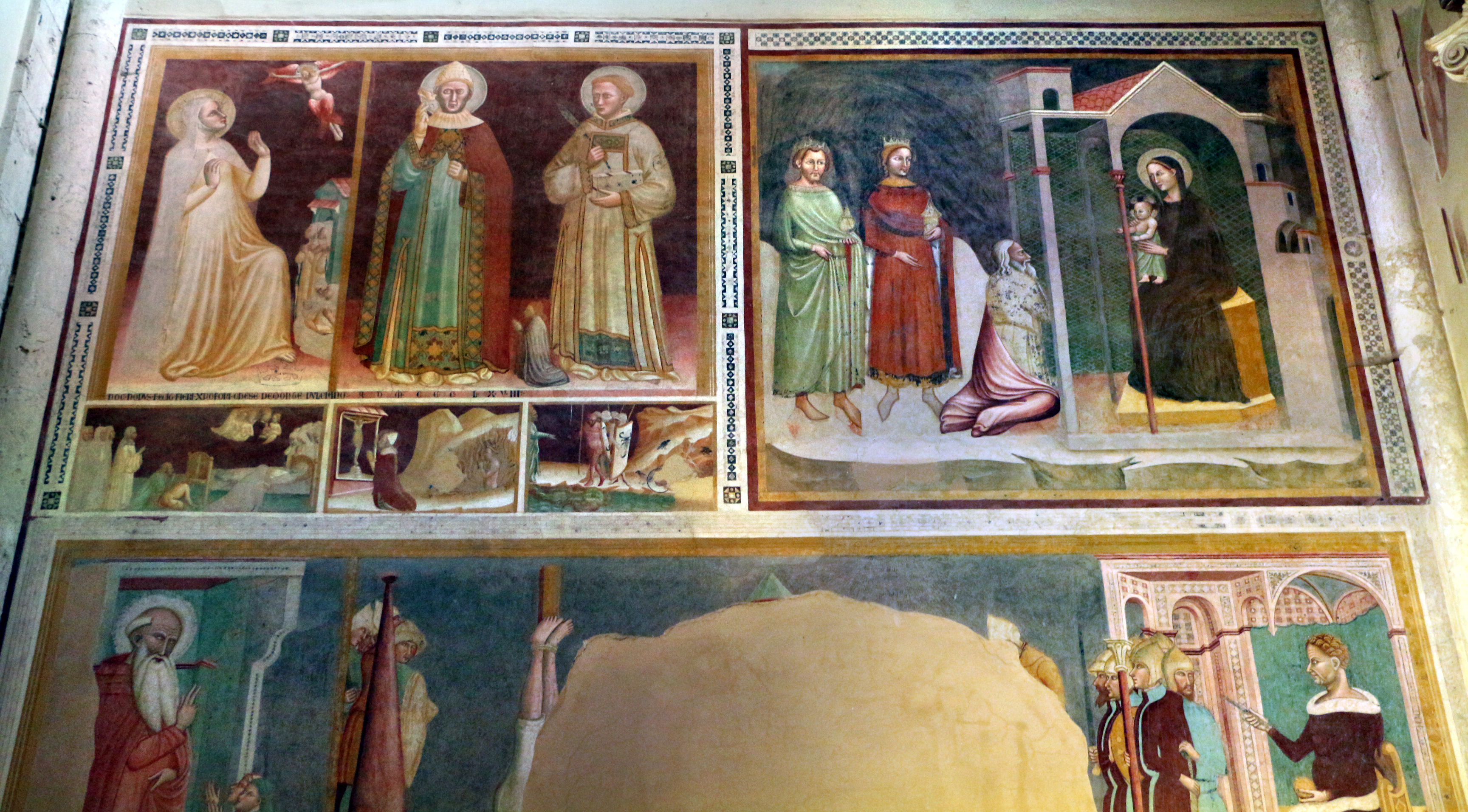
Cappella degli angeli con pitture votive dei secoli XIV-XV
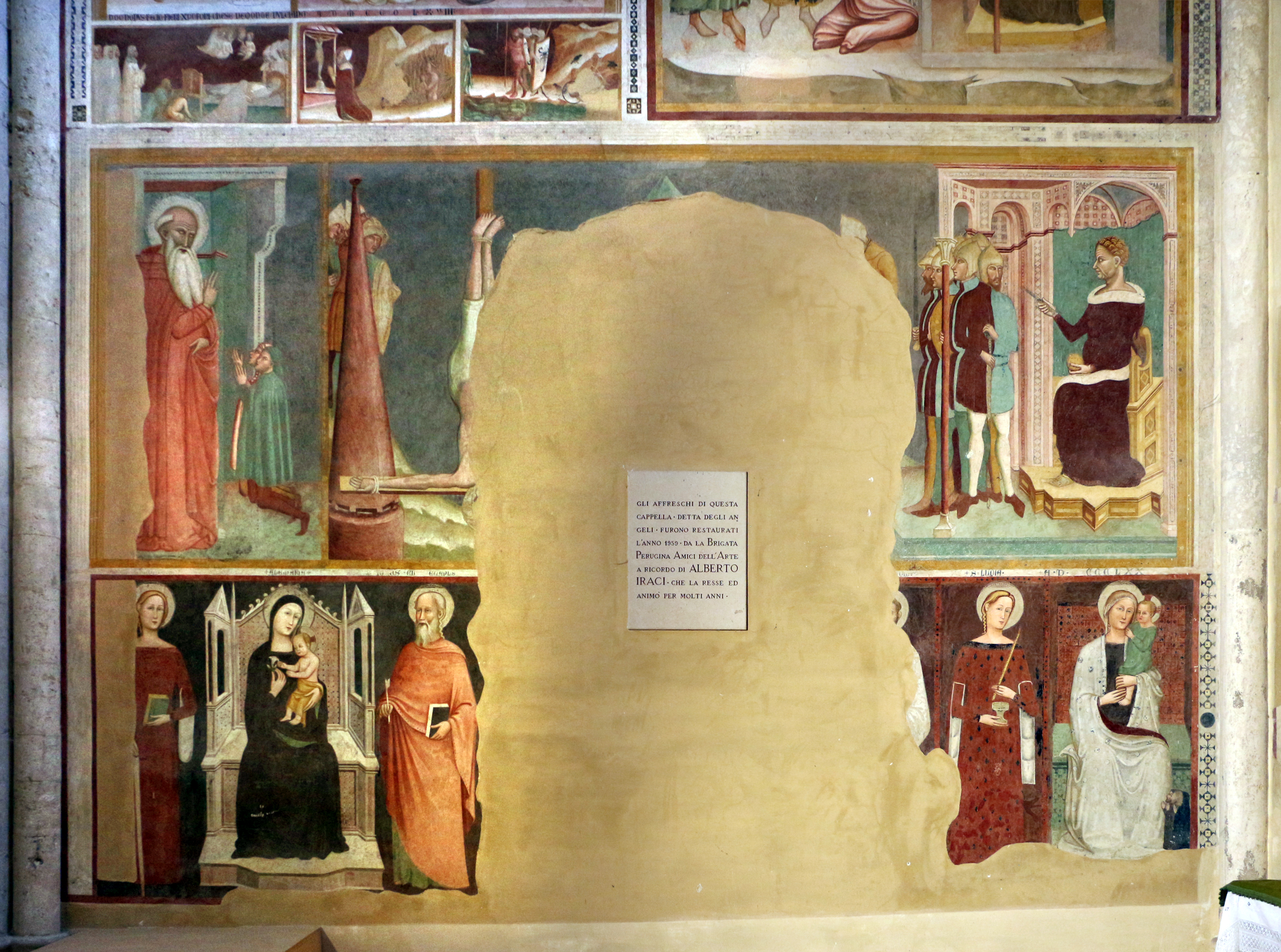
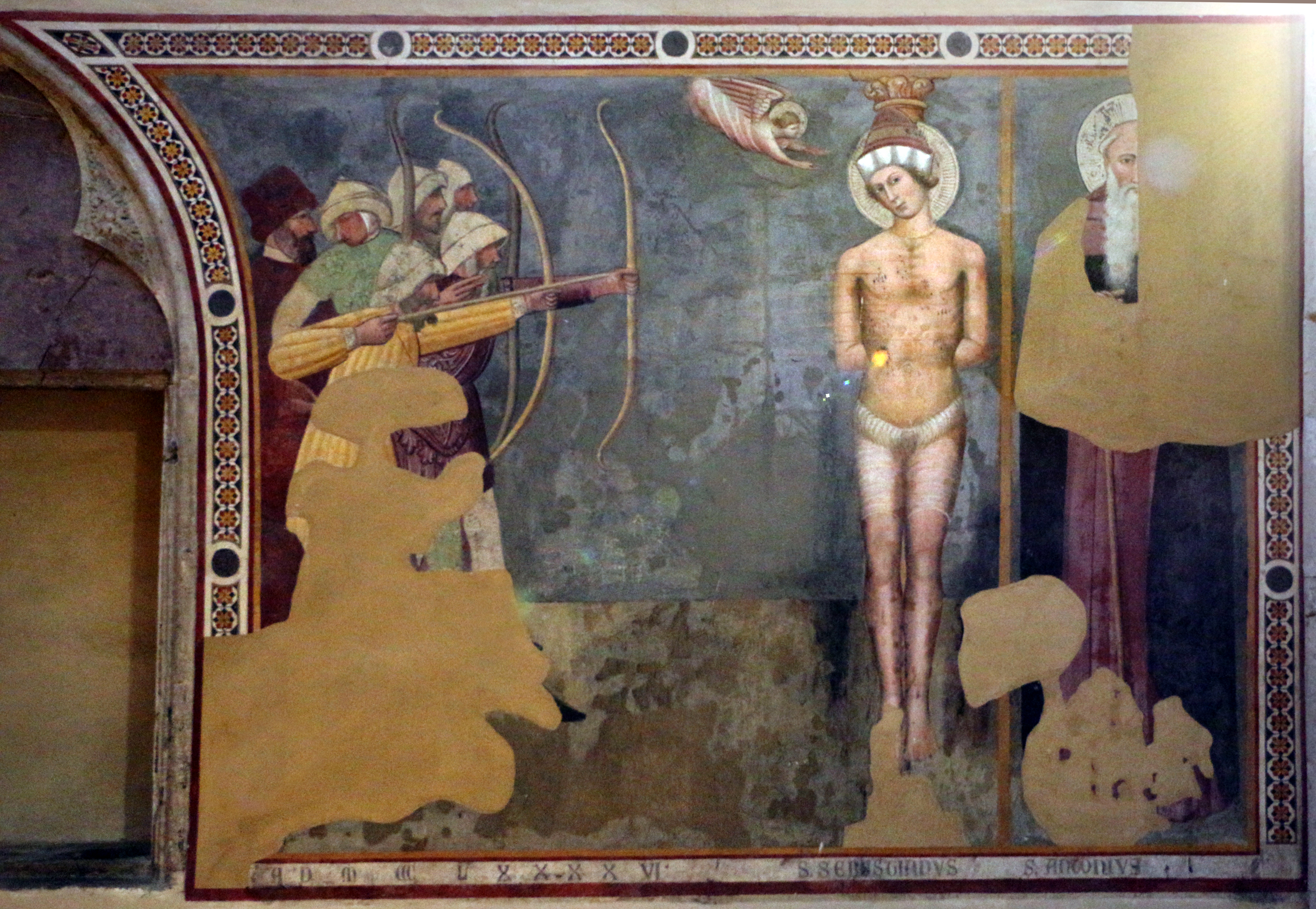
Martirio San Sebastiano
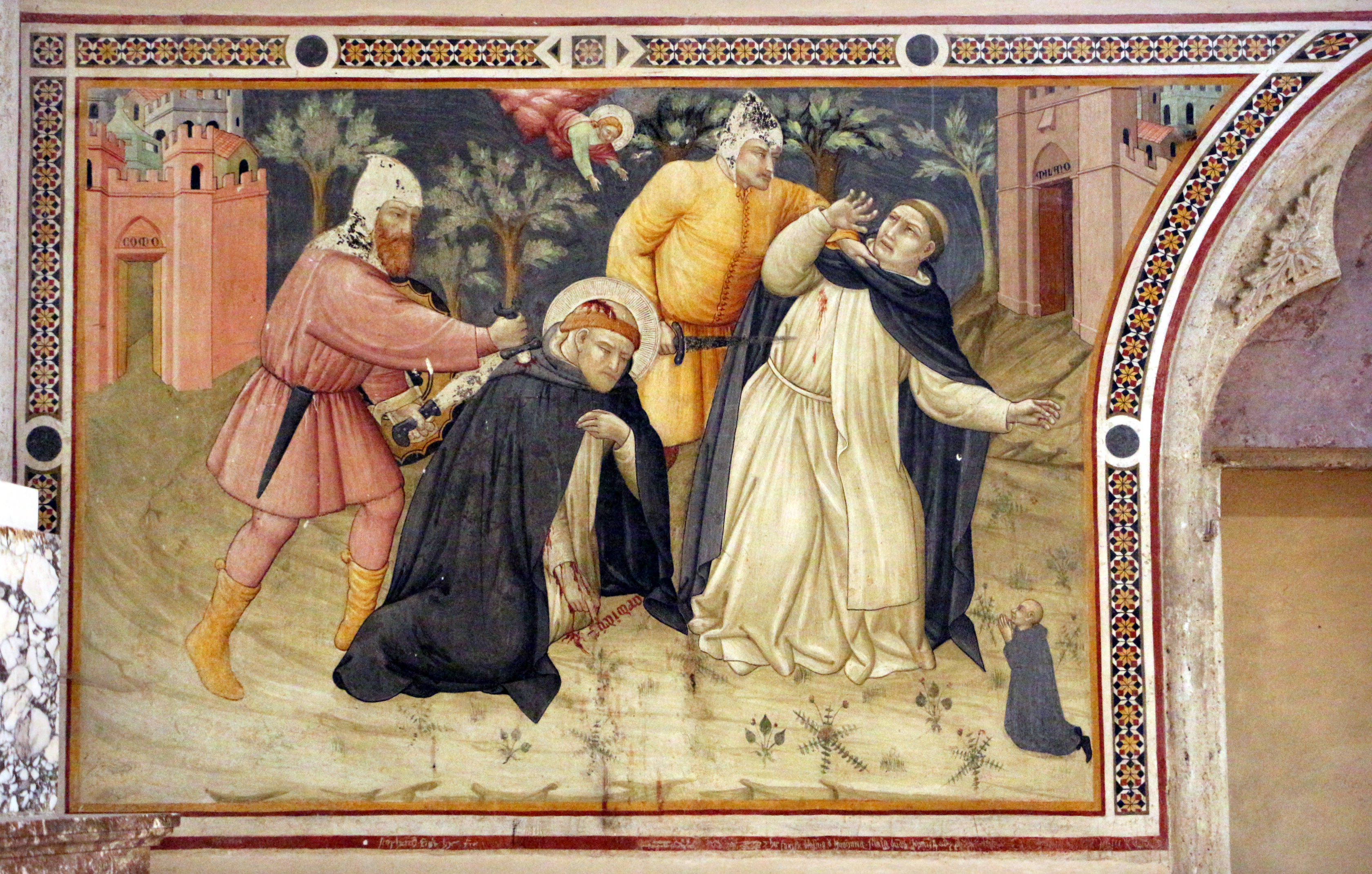
Uccisione di San Pietro

Quanto resta del patrimonio in prevalenza è costituito da opere che risalgono al XVII e al XVIII secolo, costituiscono una interessante antologia della pittura umbra del periodo. Sono le opere che i commissari napoleonici e i commissari del demanio tralasciarono, perché in quel tempo predominava una concezione vasariana della Storia dell'arte, che disdegnava cioè l'arte post Michelangelo e Raffaello, soprattutto quella prodotta in provincia. Grazie però a questa concezione, superata dalla critica, possiamo ancora ammirarle nel loro luogo di origine. 
Spicca per grandezza, nella parete di contro-facciata, un imponente affresco di Antonio Maria Fabrizi, eseguito nel 1644 per scongiurare il dilagare della peste.

## Vetrata

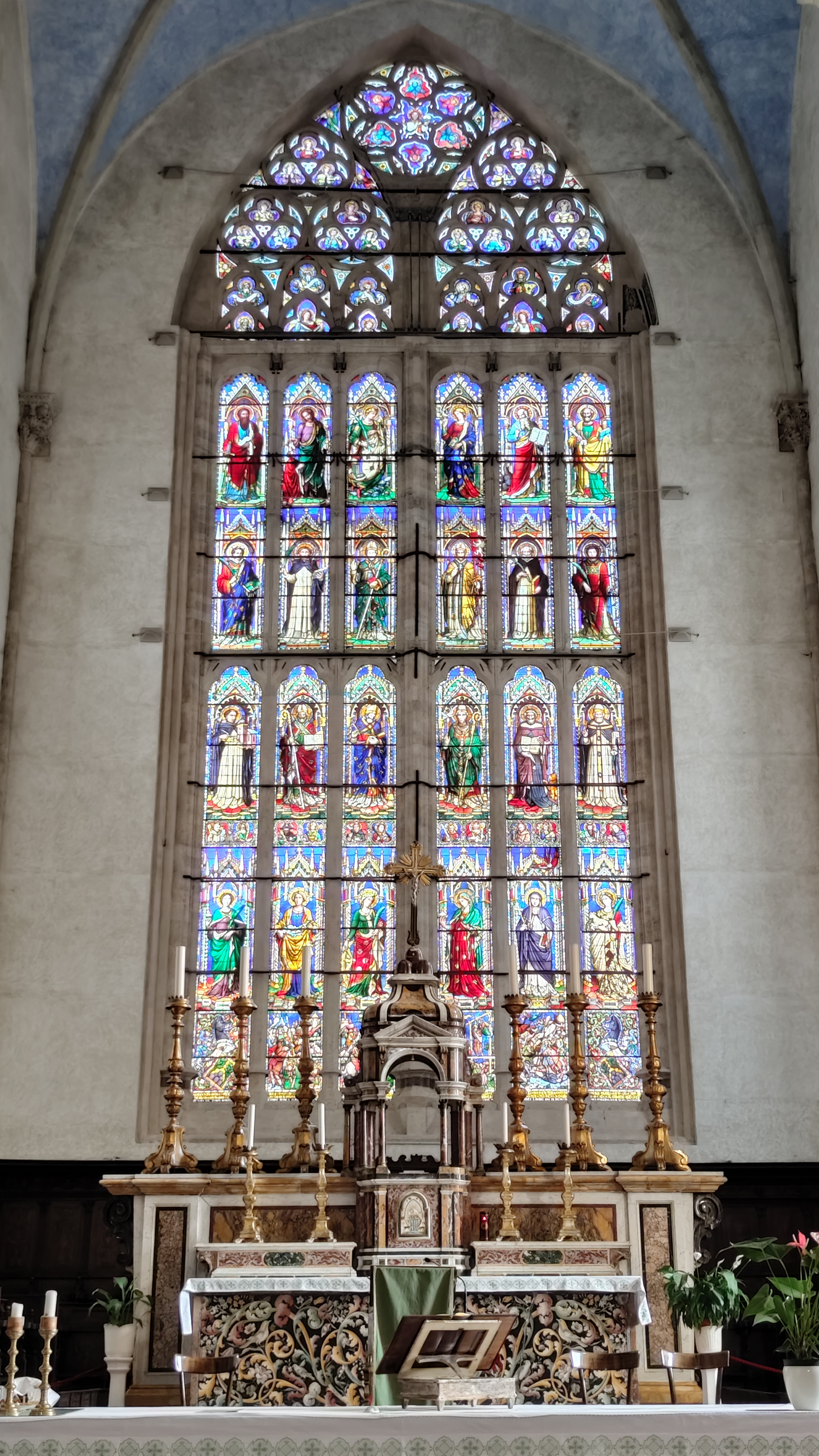
Veduta d'insieme della vetrata quattrocentesca.

La vetrata risalente al XV secolo (la parte superiore è del 1759) ha un'altezza di 23 metri per 8,5 di larghezza. Insieme a quelle absidali del Duomo di Milano è fra le più grandi finestre gotiche d'Italia. Si tratta di finestre dalle dimensioni inusuali per l'Italia, anche perché in genere si cercava di limitare la grandezza delle finestre per proteggere gli interni dal calore. In San Domenico tuttavia una tale finestra era resa necessaria dalla mancanza di un'altra fonte di luce. Questa grande finestra del coro a fronte delle altre più piccole è visibile anche in un affresco del XV secolo nella cappella del palazzo dei Priori.
Oltre alle dimensioni, è di estremo interesse la struttura muraria, inusitata nella tradizione italiana: poiché le nervature lapidee impostano e delimitano sei alte lancette della grandiosa polifora proseguendo oltre la curvatura della finestra a vincolare la partitura terminale; e pertanto lo schema compositivo adottato, anziché dare spazio al rosone come parte conclusiva e trionfale della polifora, si sviluppa secondo un andamento ad albero; uno schema usuale alle vetrate inglesi ove il rosone è sostituito da un gioco di racemi, ma inusitato in Italia.
La vetrata è firmata e datata 1411 da due iscrizioni. La prima, relativa al ruolo di Mariotto di Nardo - HOC OPUS MARIOCTUS NARDI DE FLORENTIA PINSIT DEO GRATIA AMEN- è discretamente appuntata lungo l’orlo del manto di Santa Caterina d’Alessandria; mentre la seconda, vistosamente leggibile alla base della vetrata, menziona l’intervento di fra’ Bartolomeo da Perugia:
AD HONOREM DEI ET SANCTE MATRIS VIRGINIS MARIE ET BEATI JACOBI APOSTOLI ET BEATI DOMINICI PATRIS NOSTRI ET TOTIU(S) CURIE CELESTIS BARTHOLOMEUS PETRI DE PERUSIO HUIUS ALMI ORDINIS P(R)EDICATO(RUM) MINIMUS FRATER AD SUI PERPETUA(M) MEMORIA(M) FECIT HANC VITREAM FENESTRA(M) ET AD FINEM US(QUE) PERDUXIT DIVINA GRATIA MEDIANTE. ANNO AB INCARNATIONE DOMINI MCCCCXI D(E) ME(N)SE AUGUSTI.
La lunga puntigliosa iscrizione ha per molto tempo penalizzato nella vicenda critica il ruolo di Mariotto di Nardo confinato a semplice aiuto del domenicano fra’ Bartolomeo, e, al massimo, di autore del solo pannello di Santa Caterina ove si trova l’iscrizione a lui dedicata. Altri studiosi hanno ritenuto che l’attuale polifora fosse il risultato dell’assemblaggio di due distinte parti della vetrata, quella di base narrativa e quella superiore ad immagini iconiche. È merito del Marchini l’aver nel suo volume Le vetrate italiane apparso nel 1955 - il primo nucleo di storia della vetrata italiana - avviato la rivalutazione di Mariotto. Nella sequenza espositiva lo studioso cita l’immensa vetrata dopo una lunga analisi delle vetrate di Orsanmichele – con notazioni attributive a Niccolò di Pietro Gerini ed a Lorenzo Monaco – e prima dell’attività del Ghiberti; tale sequenza diviene, sia pur in maniera allusiva, una collocazione critica di Mariotto nella temperie artistica segnata a Firenze dai due cantieri di Orsanmichele e del Duomo.
Quindici anni dopo nel volume della collana CVMA dedicato alle vetrate dell’Umbria, lo studioso matura altre osservazioni giovevoli alla fisionomia artistica di Mariotto. In concomitanza e a latere dei testi del Marchini apparvero allora due saggi del Boskovits miranti ad approfondire la conoscenza del corpus pittorico dell’autore e a puntualizzarne le radici culturali.
Non pienamente risolto il problema attributivo della duplice paternità della vetrata di San Domenico, quale appare dalle due iscrizioni. Ma sembra plausibile avanzare l’ipotesi che nello stretto rapporto collaborativo ed esecutivo instauratosi tra i due artisti - di cui si tenterà una disamina più oltre - le scelte iconografiche siano state assunte da fra’ Bartolomeo che, come domenicano, era in grado, rispetto al ‘laico’ Mariotto, di articolare il complesso tema prescelto: ossia la glorificazione dell’Ordine domenicano mediante il dispositivo categorico- gerarchico di santi e beati ispirato alle concezioni tomistiche. E l'individuazione di una trentina tra santi, beati domenicani, dottori della Chiesa è stata quasi sicuramente condotta con la supervisione dei padri a garanzia dell'ortodossia di tali scelte.
E forse proprio a tale ‘presenza domenicana’ va attribuita l’importanza assegnata all'iscrizione. Mentre sul piano stilistico l’impegnativo compito di tradurre in immagini l’astratto ordine categorico verosimilmente è stato affidato – e da lui assunto in gran parte - a Mariotto, artista abituato al frescare intere superfici parietali.
Mariotto dunque ha optato per un rigoroso inquadramento dei ‘personaggi domenicani’ entro il sistema compositivo di una vetrata iconica a baldacchini. Come un grandioso magniloquente paliotto d’altare, la vetrata prende dunque l’avvio da una prima fascia: una ‘predella’ narrativa dedicata a storie di San Giacomo Maggiore, patrono del committente Giacomo della nobile famiglia Graziani.
Più sopra, l’ordine gerarchico di santi e beati domenicani si svolge in quattro ranghi, ciascuno dei quali è visivamente definito da una rigida partitura a baldacchini, diversa per ogni rango gerarchico. Nel primo sei sante sono inquadrate da una serie di elaborate edicole: a partire dai primi piani segnati da un gradone poligonale, lo spazio si addentra con lo scorcio di colonnine tortili; vivacissimi dal timpano fioriscono cespi di rosse rose; e dietro, la cupola, dorata dal terso fulgore solare, si stonda nelle fulgide nervature a gattoni contro un cielo d’oriental zaffiro.
La gerarchica disposizione prosegue nel secondo rango: compaiono i ‘Dottori’ protagonisti del pensiero cristiano: San Tommaso d’Aquino, Sant'Agostino, Sant'Ambrogio, San Girolamo.
La tipologia del baldacchino acquista una sonorità particolare: una fascia di sei coppie di santi minori forma il frontale di un gradone continuo che crea la percezione di una pavimentazione unica, uno spazio ampio comune alle sei nicchie.
La corposa monumentalità delle figure è sottolineata dallo scorcio dei timpani colti dal sotto in su a lasciar intravedere le nervature della crociera. I colori si fanno più intensi e meno delicati: smeraldino emerge il turgore delle cupole sottolineato da fulgenti nervature dorate.
Nel terzo rango si affacciano i due fondatori dell’Ordine, San Domenico e San Pietro martire, accompagnati da altri santi. Lo scorcio dal sotto in su delle edicole è accentuato sino a nascondere la cupola dietro l’alto fastigio svettante di pinnacoli nitidamente stagliati contro l’intenso azzurro celestiale. Tale effetto di uno slontanare nel ciel che più della divina luce prende si accentua nel quarto, conclusivo, rango ove l'arcangelo Michele e la Vergine Annunciata sono affiancati da San Paolo, San Giacomo Maggiore con il donatore, San Giovanni Evangelista, San Pietro.
La definizione stilistica della vetrata di Mariotto è il punto conclusivo di un basilare studio condotto dalla del Nunzio sulle vetrate a baldacchini: una serrata, del tutto inedita, analisi dell’evoluzione nell’uso delle inquadrature architettoniche nelle vetrate iconiche. Per la prima volta la studiosa ha rilevato come dal punto di vista tipologico la vetrata perugina appartenga alla categoria delle vetrate iconiche con figure inquadrate da elementi a baldacchino. Un genere che nasce e si sviluppa in Europa dal XII al XVI secolo e trova nella vetrata di Mariotto una delle sue massime espressioni, sia per la scala gigante sia per la complessità architettonica dei baldacchini. Essi, annota la studiosa, suggeriscono l’idea dello spazio tridimensionale e, grazie a un alleggerimento progressivo delle strutture, guidano l’occhio dello spettatore dal basso verso l’alto in una sorta di profondità continua.
La struttura compositiva della vetrata di Mariotto si pone dunque come la prosecuzione, l’ampliamento monumentale ed il perfezionamento illusionistico di tutta quella serie continua di esempi toscani che va dalle vetrate Bardi e Tosinghi Spinelli in Santa Croce a quelle di Agnolo Gaddi nel Duomo fiorentino, alla vetrata di Niccolò di Pietro Gerini nella Certosa del Galluzzo. Ma, rispetto ai precedenti esiti, la vetrata di Mariotto rivela una nuova inedita ricerca di una ‘verosimiglianza’ architettonica in senso volumetrico e spaziale.
Tra il 1862 e il 1879 fu restaurata da Francesco Moretti, e consolidata nel 1956 dall'ing. Sisto Mastrodicasa. Altri 10 anni sono stati necessari per gli ultimi restauri della Sovrintendenza conclusi nel 2009.

## Organo

L'organo, è uno dei più antichi di Perugia

L'organo fu costruito tra il 1638 e il 1641 dall'organaro Luca Neri da Leonessa, è inserito nel transetto sinistro della chiesa, dove si trova la porta d'accesso alla sacrestia, ed è uno dei pochi organi secenteschi ancora superstiti in Umbria. È secondo per dimensioni solo a quello situato all'interno del duomo di Orvieto, mentre per qualità è uno dei più pregiati strumenti del secolo XVII. Dello strumento originale si conserva solo la cassa e la facciata mentre l'interno è stato ricostruito alla fine dell'Ottocento. L'organo era inizialmente racchiuso in una semplice cassa lignea alla quale venne aggiunta nel 1660 la sontuosa decorazione ad opera di Sallustio Lombardi da Lucignano e Ludovico Brocchetti da Cortona. Tale decorazione venne ultimata con doratura e marmorizzazione nel 1748.
Nel corso dei secoli l'organo ha ricevuto diversi interventi di restauro a partire dal 1726 in cui un fulmine si abbatté sulla cassa danneggiando uno degli angeli scolpiti accanto allo stemma di Benedetto XI; nel 1778 venne sostanzialmente modificato l'impianto fonico ad opera di frate Tommaso Pagnini di Pistoia che aggiunse una cospicua serie di registri passando dai precedenti 8 ai 18 e portando le canne da 450 a 797. Nel 1836 un secondo fulmine colpì lo strumento comportando la necessità di un ulteriore intervento di restauro. Il successivo intervento intorno al 1870 ad opera di Nicola Morettini andarono ad adeguarne le caratteristiche secondo i gusti musicali del periodo. Nel 1921 l'organaro Rodolfo Luna di Foligno compì un pesante rimaneggiamento sulla struttura dell'organo che peggiorò la qualità dei registri modificando sostanzialmente la tonalità delle canne. Un secondo intervento negli anni sessanta aveva peggiorato ulteriormente lo strumento portandolo al quasi completo inutilizzo. L'ultimo recupero ha riportato l'organo alle condizioni successive all'intervento effettuato dal Morettini. Tale operazione ha consentito di ripristinare buona parte dei registri e ciò ha permesso di ridare voce a questo prestigioso organo che da oltre quattro secoli è parte integrante della vita della basilica.

## Opere provenienti da San Domenico e dispersioni
La Basilica è stata via via spogliata dei suoi beni, prima per i vari crolli e rifacimenti, successivamente per le requisizioni napoleoniche e infine dopo il 1861, per le demanializzazioni. Tanto che come dice Bruno Toscano si può parlare dell’arte prodotta in San Domenico più per la sua assenza che per la sua presenza. Si citano solo le opere più importanti visibili nella Galleria Nazionale dell'Umbria: Madonna con Bambino di Duccio di Buoninsegna (XIII secolo), demanializzata nel 1863 e la pala d'altare Madonna con Bambino di Gentile da Fabriano (XV secolo), demanializzata anch’essa dopo l'unità d'Italia.
L’Adorazione dei Magi di Benedetto Bonfigli (XV secolo) e il Polittico Guidalotti del Beato Angelico (XV secolo) furono trasportate a Parigi nel XIX secolo; tornate poi a Roma, furono successivamente ricondotte nella Galleria cittadina, mentre una piccola parte del Polittico Guidalotti è ancora nella Pinacoteca Vaticana. Inoltre vi è testimonianza di altri due dipinti di Beato Angelico, una pala d’altare e un’Annunciazione eseguita per il monastero, andati ambedue dispersi.

## Sacrestia
Dal transetto sinistro si accede alla sacrestia, nella volta è un affresco San Domenico in Gloria e nelle lunette episodi di papi domenicani di Mattia Batini. Alle pareti arredi lignei del XVIII secolo, un tempo colmi di oggetti d’arte; le pareti sono coperte da file di ritratti di Cardinali dell’Ordine. La pala d’altare  Madonna con Bambino e Santi è di Benedetto Bandiera (XVIII secolo). Nel corridoio di accesso alla Sacrestia sono appese le ricostruzioni grafiche della primitiva veste gotica della basilica, eseguite nel secolo scorso da Ugo Tarchi.

## Museo Benedetto XI
Adiacente alla sacrestia della chiesa di San Domenico è stato aperto nel 2019, un nuovo museo, dedicato a papa Benedetto XI, al fine di valorizzare il complesso paramento, storicamente associato al pontefice domenicano; di cui è il monumento funebre nel transetto destro. Il tessuto in cui sono stati confezionati le due vesti del paramento (dalmatica e piviale) che ha passato 8 secoli di storia, rientra nella tipologia dei “panni tartarici”, preziosi tessuti in seta con trame metalliche, prodotti in diversi centri dell’Impero multietnico mongolo tra XIII e XIV secolo; adottati come status symbol dai sovrani asiatici, successivamente, grazie alle mediazioni mercantili anche nell'Occidente cristiano, divennero simbolo del potere sia civile sia religioso.
Il restauro svolto tra il 2013 e il 2017 ha riportato all’originario splendore questa testimonianza di tesoro tessile medievale, tra le più rare e importanti tuttora esistenti in Europa.
Il museo domenicano comprende anche le preziose sete italiane di fine duecento e inizio Trecento, quali il “diaspro” lucchese; inoltre brani di affreschi di Cola Petruccioli (Orvieto, 1360 circa – Perugia, 1401) che decoravano l’abside del la basilica di San Domenico.

## Convento
La costruzione iniziata a partire dal 1233, si ampliò intorno a due chiostri fino al 1700. 
Dalla fine del XIII secolo ha ospitato lo Studium di Teologia.
Fu demanializzato dopo l’unità d’Italia e occupato fino dal 1797 da varie caserme dell'esercito, francese prima,  sabaudo poi. Solo una parte è stata riconsegnata ai Domenicani. Dal 1952 ospita il Museo Archeologico e l’Archivio di Stato. Aveva una biblioteca quattrocentesca stile Michelozzo, come quella del Convento di San Domenico a Firenze: un ampio ambiente suddiviso in tre navate con colonne e capitelli in travertino. Attualmente è adibita a sala per convegni. I codici miniati un tempo lì conservati sono oggi digitalizzati e custoditi nella Galleria Nazionale dell’Umbria. Due piccoli frammenti di affreschi medievali sono rimasti all’interno del Museo archeologico (nelle ex celle rivolte a est); uno di epoca tardo gotica, con tema profano raffigurante la ruota della fortuna. Un secondo frammento Santa Caterina da Siena di scuola umbra del XV secolo.
A testimonianza che il convento è stato sede dell’esercito italiano è rimasto un grandioso affresco ubicato nella zona tornata ai Domenicani, in uno spazio chiuso e senza finestre, oggi adibito a ripostiglio, confinante con le cucine. La scritta che scorre sulle quattro pareti, conferma l’ipotesi che l'ambiente sia stato una cappella-sacrario dedicata ad un milite ignoto. L’affresco è un memoriale ai caduti, ancora discretamente conservato che commemora la Grande Guerra. Non se ne conosce l'autore, per ragioni stilistiche, è databile tra la fine degli anni Venti e l’inizio degli anni Trenta, ma non presenta richiami simbolici al fascismo, è  presente invece la bandiera sabauda.

## Chiostro Maggiore
Il chiostro maggiore rinascimentale (1455-1579), di libero accesso, è facente parte del Museo Archeologico. È scandito da 40 colonne in travertino al piano terra e da 80 colonnine al piano superiore. Nel lato Sud conserva tracce di San Domenico Vecchio (1234-1260), la prima chiesa intitolata al santo, che, come molte chiese perugine con facciata a strisce in pietra bianca e rosa, aveva un portale gemino, per facilitare il transito delle processioni in entrata e in uscita. Fu inglobata nel XV secolo durante l’ampliamento del convento. Attualmente ospita un deposito dell’Archivio di Stato. La sua veste originaria, come quella di San Domenico Nuovo, si può ammirare nell’affresco del Bonfigli (XV secolo), nella Cappella dei Priori della Galleria Nazionale dell’Umbria. Nel lato sud è anche l'accesso per il chiostro minore, pertinente all'Archivio di Stato. Nel lato Est è l'accesso per l'Oratorio della Confraternita di San Domenico, attualmente adibito a Convegni.
Il chiostro era un tempo affrescato con storie di San Domenico e personaggi dell’ordine, dipinti da Giambattista Lombardelli (1579), deteriorati a causa sia del cambio di destinazione d'uso, che dall'esposizione agli agenti atmosferici; pertanto, sono stati ricoperti di calce. Il pozzo aveva quattro colonne architravate andate distrutte nel 1817.